# Dollar General
Dollar General Corporation, es una empresa estadounidense de distribución, básicamente implantada en medios rurales de Estados Unidos, de bajo precio. Su sede central se encuentra en Goodlettsville, en el Estado de Tennessee. A 1 de enero de 2023 tiene una red de 18.874 tiendas en los Estados Unidos continentales. La compañía inició su andadura en 1939, y fue rebautizada con su denominación actual en 1955. Cotiza en la Bolsa de Nueva York desde 1968. Sus ingresos alcanzaron los 27.000 millones de dólares en 2019.